# Алондан
Алондан (фр. Allondans) насеље је и општина у источној Француској у региону Франш-Конте, у департману Ду која припада префектури Монбелијар.
По подацима из 2011. године у општини је живело 233 становника, а густина насељености је износила 45,33 становника/km². Општина се простире на површини од 5,14 km². Налази се на средњој надморској висини од 230 метара (максималној 435 m, а минималној 325 m).

## Демографија
| 1962. | 1968. | 1975. | 1982. | 1990. | 1999. | 2011. |
| ----- | ----- | ----- | ----- | ----- | ----- | ----- |
| 184   | 192   | 187   | 176   | 179   | 191   | 233   |

График промене броја становника у току последњих година